# Bartramia inconspicua
Bartramia inconspicua là một loài rêu trong họ Bartramiaceae. Loài này được Mitt. mô tả khoa học đầu tiên năm 1876.